# First mesopleuro-third axillary sclerite of fore wing muscle
First mesopleuro-third axillary sclerite of fore wing muscle, mięsień pl2-3ax2a – mięsień tułowia niektórych owadów.
Mięsień stwierdzony u błonkówek. Wchodzi w skład grupy "trzecich mięśni pachowych przednich skrzydeł" (ang. fore wing third axillary muscle). Wychodzi z przednio-grzbietowej części mesopleuronu.